# Véréna Paravel
Véréna Paravel (Neuchâtel, Suïssa, 21 d'abril de 1971) és una antropòloga i artista francesa que ha participat en diversos treballs com films, vídeos i fotografies.

## Biografia
Verena Paravel va néixer l'any 1971. És una antropòloga, artista i cineasta que treballa al Sensory Ethnography Lab de la Universitat Harvard a Cambridge, EUA, i a París, França. El seu treball es troba a la col·lecció permanent del Museu d'Art Modern de Nova York i s'ha exposat a Tate, a la Whitney Biennial, al MoMA, a documenta 14 i en altres llocs. Les seves pel·lícules i vídeos guardonats s'han exposat a Berlín, Cannes, Locarno, Nova York, Toronto, Venècia i diversos altres festivals de cinema.
Paravel col·labora amb l'antropòleg i artista Lucien Castaing-Taylor en pel·lícules, vídeos i instal·lacions. Acostumen a rodar en un vaixell d'arrossegament i només utilitzen sons i imatges preses a bord. La seva pel·lícula Leviathan es va estrenar als Estats Units, Regne Unit, Mèxic, Canadà, França, Alemanya, Àustria i Japó, i va guanyar el premi FIPRESCI (International Film Critics), un Creative Capital Award i el Los Angeles Film Critics' Circle Douglas Edwards Independent and Experimental Film Award. Still Life/ Nature Morte i dotze dels seus altres treballs d'imatge en moviment es van incloure a la Biennal del Museu Whitney del 2014.
El 2017, la pel·lícula somniloquis de Paravel i Castaing-Taylor, un llargmetratge sobre els somnis, el desig i la vulnerabilitat del cos humà, es va estrenar al Festival Internacional de Cinema de Berlín. També l'any 2017 la pel·lícula de Paravel i Castaing-Taylor Caniba, un llargmetratge que reflexiona sobre la significació desconcertadora del desig caníbal en la història i la cultura de la humanitat, es va estrenar al Festival Internacional de Cinema de Venècia on va ser guardonat amb el Premi Especial del Jurat Orizzonti.
Les pel·lícules anteriors de Paravel inclouen 7 Queens (2008), una reflexió sobre trobades efímeres enregistrades durant un passeig per sota de les vies elevades de la línia 7 del metro de la ciutat de Nova York, i Interface Series (2008-2010), una sèrie de cinc vídeos filmats íntegrament a través de Skype.

## Filmografia
- With Such a Wistful Eye, Interface Series #1 (2008)
- 7 Queens (2008)
- I Only See Problems, Interface Series #2 (2009)
- Foreign Parts (2010), codirigida amb JP Sniadecki.
- Presented with Severe Pain, Interface Series #5 (2010)
- I Have No Friends, Interface Series #4 (2010)
- Habitat in 2009, Interface Series #3 (2010)
- Leviathan (2012), codirigida amb Lucien Castaing-Taylor.[2]
- He Maketh A Path To Shine After Him, One Would Think The Deep To Be Hoary (2013), codirigit amb Lucien Castaing-Taylor.
- Still Life (2013), codirigida amb Lucien Castaing-Taylor.
- The Last Judgment (2013), codirigida amb Lucien Castaing-Taylor.
- Spirits Still (2013), codirigida amb Lucien Castaing-Taylor.
- Ah, humanity! (2015), codirigida amb Lucien Castaing-Taylor i Ernst Karel.
- Caniba (2017), codirigida amb Lucien Castaing-Taylor.
- Commensal (2017), codirigida amb Lucien Castaing-Taylor.
- somniloquies (2017), codirigida amb Lucien Castaing-Taylor.
- De Humani Corporis Fabrica (2022), codirigida amb Lucien Castaing-Taylor.